# Сенсорний екран

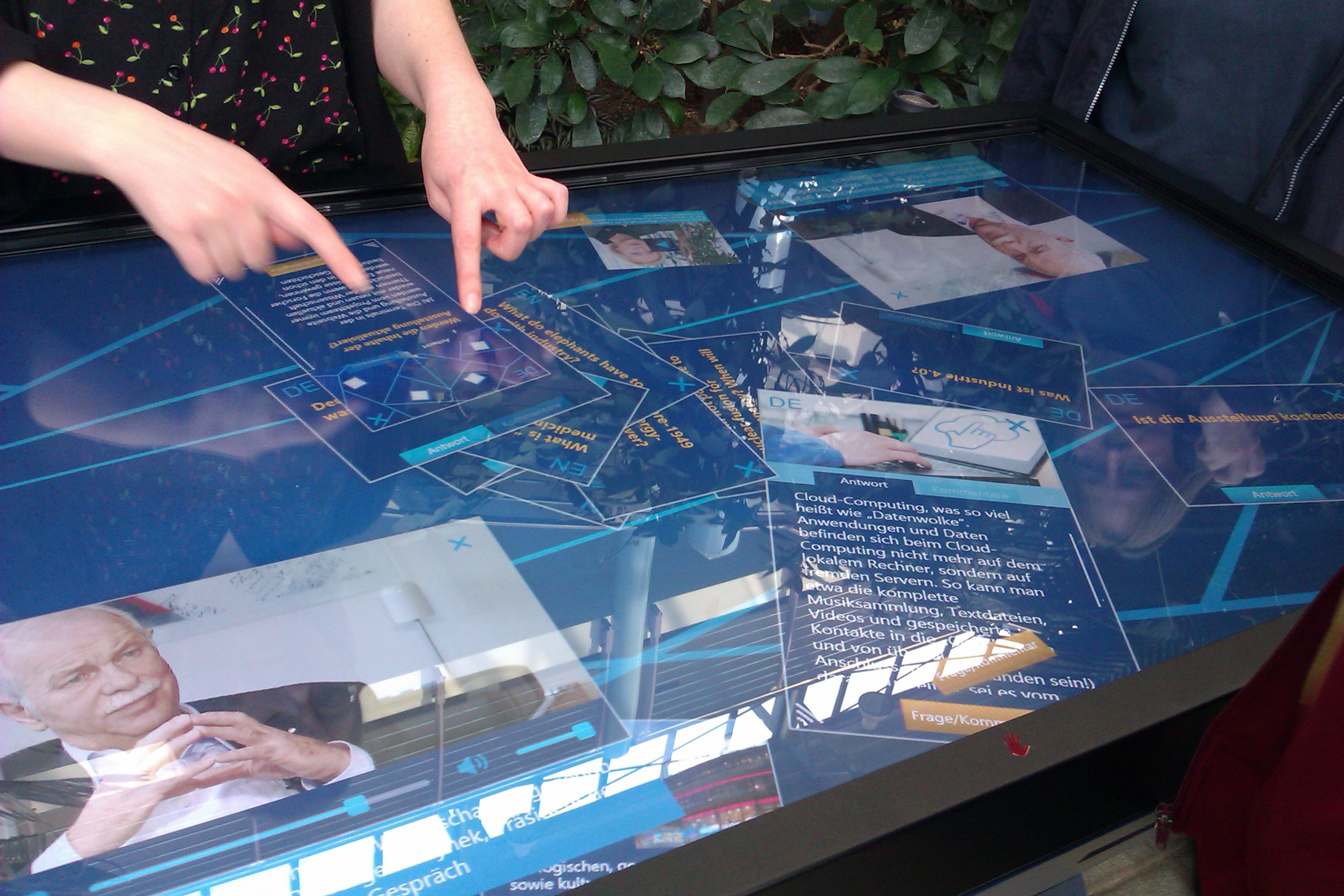
Інтерактивний сенсорний стіл, 2013.

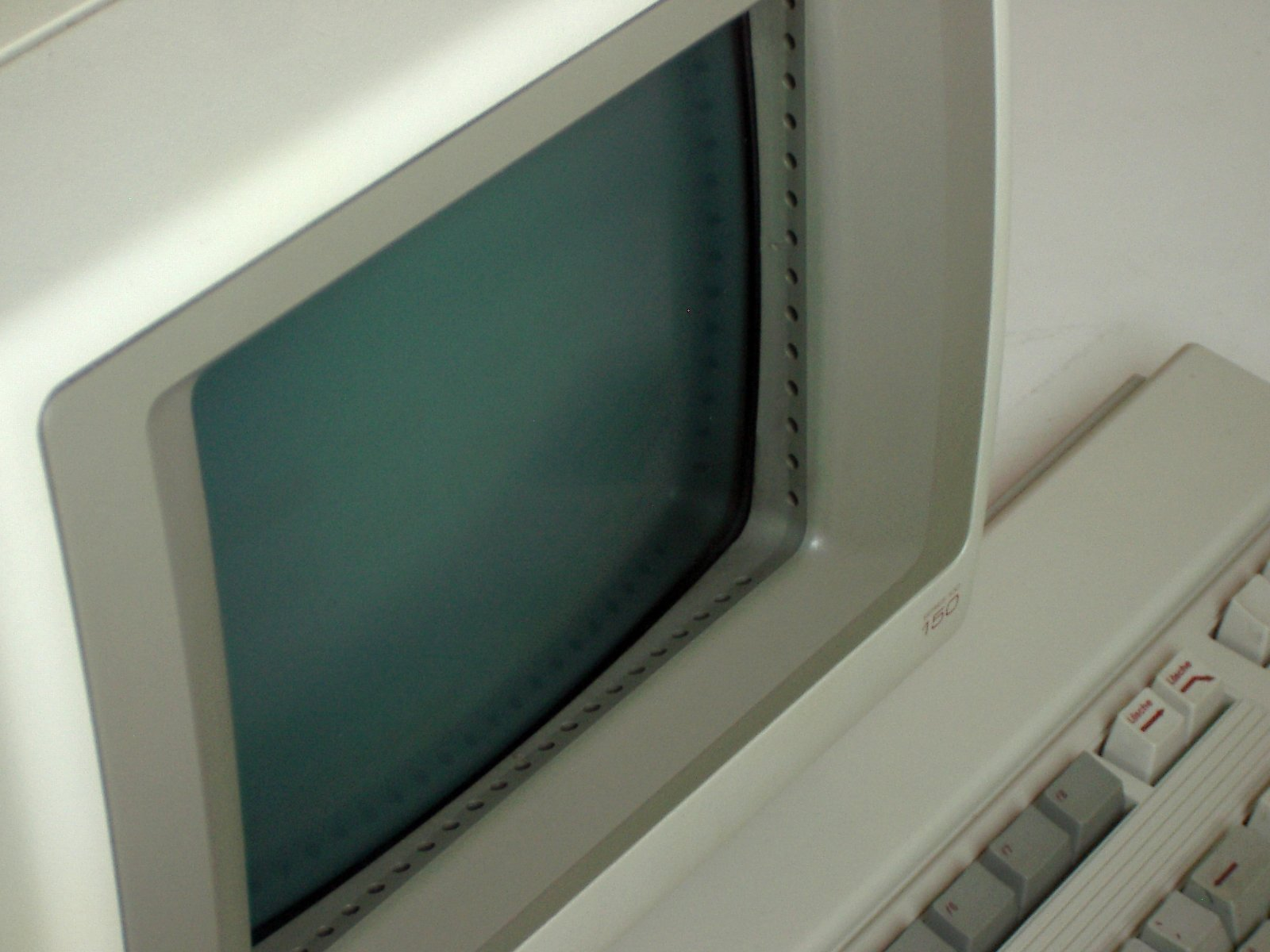
HP Series 100 HP-150, приблизно 1983, найперший комерційний комп'ютер з сенсорним екраном.

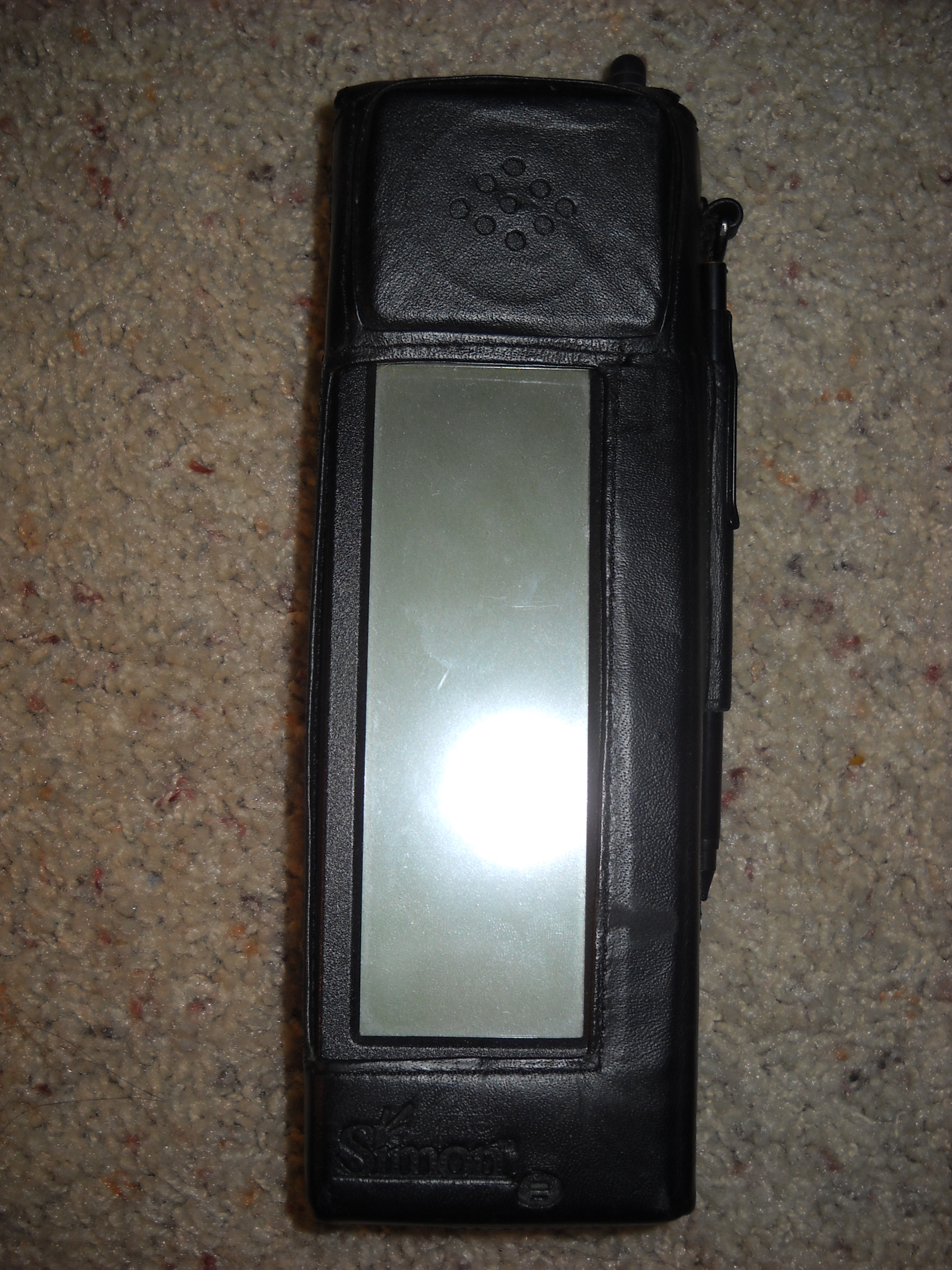
IBM Simon Personal Communicator, приблизно 1993, перший телефон з сенсорним екраном.

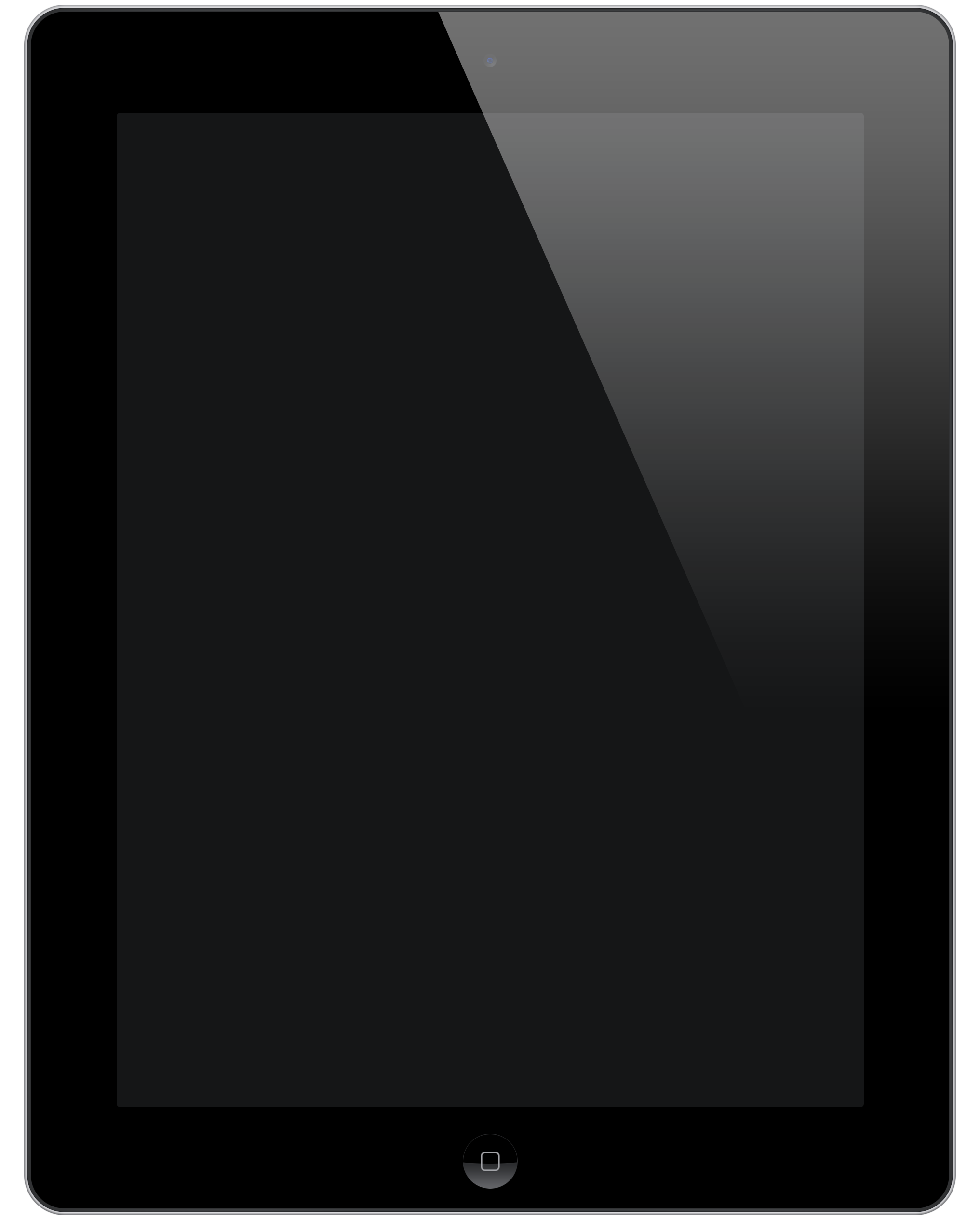
Apple iPad, планшетний комп'ютер з сенсорним екраном.

Сенсорний екран (англ. touchscreen) — пристрій для введення і виведення інформації, що є екраном, який реагує на дотики до нього.

## Історія
Сенсорний екран винайшли в США в рамках досліджень з програмованого навчання. Комп'ютерна система PLATO IV, що з'явилася 1972 року, мала сенсорний екран, розташований на сітці ІЧ-променів, який складався з 16 × 16 блоків. Але навіть настільки низька точність дозволяла користувачеві вибирати відповідь, натискаючи в певному місці екрану.
1971 року Сем'юел Герст (майбутній засновник компанії Elographics, нині Elo TouchSystems) розробив елограф — графічний планшет, що діяв за чотирипровідним резистивним принципом (U.S. Patent 3 662 105). 1974 року він зумів зробити елограф прозорим, а в 1977 році — розробив екран на п'яти провідниках. Об'єднавшись з Siemens, в Elographics зуміли зробити опуклу сенсорну панель, яку можна було припасувати до кінескопів того часу. На всесвітньому ярмарку 1982 року Elographics представила телевізор з сенсорним екраном.
1983 року з'явився комп'ютер HP-150 з сенсорним екраном на ІЧ-сітці. Втім, у ті часи сенсорні екрани застосовувалися переважно в промисловій та медичній апаратурі.
У пристрої для широкого загалу (телефони, КПК тощо) сенсорні екрани увійшли як заміна крихітної клавіатури тоді, коли з'явилися пристрої з великими (на всю передню панель) рідкокристалічними дисплеями. Першою кишеньковою ігровою консоллю з сенсорним екраном була Nintendo DS, а першим масовим пристроєм із підтримкою мультитач — iPhone.